# Rhigiophyllum squarrosum
Rhigiophyllum squarrosum là loài thực vật có hoa trong họ Hoa chuông. Loài này được Hochst. miêu tả khoa học đầu tiên năm 1842.